# Кукшумы
 Кукшу́мы (чув. Кăкшăм) — деревня в Ядринском районе Чувашской Республики. Административный центр Кукшумского сельского поселения.

## География
Находится в западной части Чувашии, на расстоянии приблизительно 9 км на юго-восток по прямой от районного центра города Ядрин.

## История
Известна с 1858 года, когда здесь (околоток деревни Байбахтина, ныне не существует) был 391 житель. В 1897 году было учтено 563 жителя, в 1926—148 дворов, 698 жителей, в 1939—708 жителей, в 1979—711. В 2002 году было 216 дворов, в 2010—197 домохозяйств. В 1931 был образован колхоз им. Ильича", в 2010 году действовали СХПК «Заветы Ильича», ООО "Агрофирма «Асамат».

## Население
Постоянное население составляло 608 человек (чуваши 99 %) в 2002 году, 514 в 2010.